# Megaselia tristis
Megaselia tristis är en tvåvingeart som först beskrevs av Borgmeier 1963.  Megaselia tristis ingår i släktet Megaselia och familjen puckelflugor. Inga underarter finns listade i Catalogue of Life.